# 민생은행 빌딩
민생은행 빌딩(Minsheng Bank Building)은 중화인민공화국 후베이성 우한시에 위치한 2008년 완공, 68층, 331m의 마천루이다. 중국에서 15번째로 높은 건물이다.

## 같이 보기
- 중국민생은행